# Новорічний концерт Віденського філармонічного оркестру

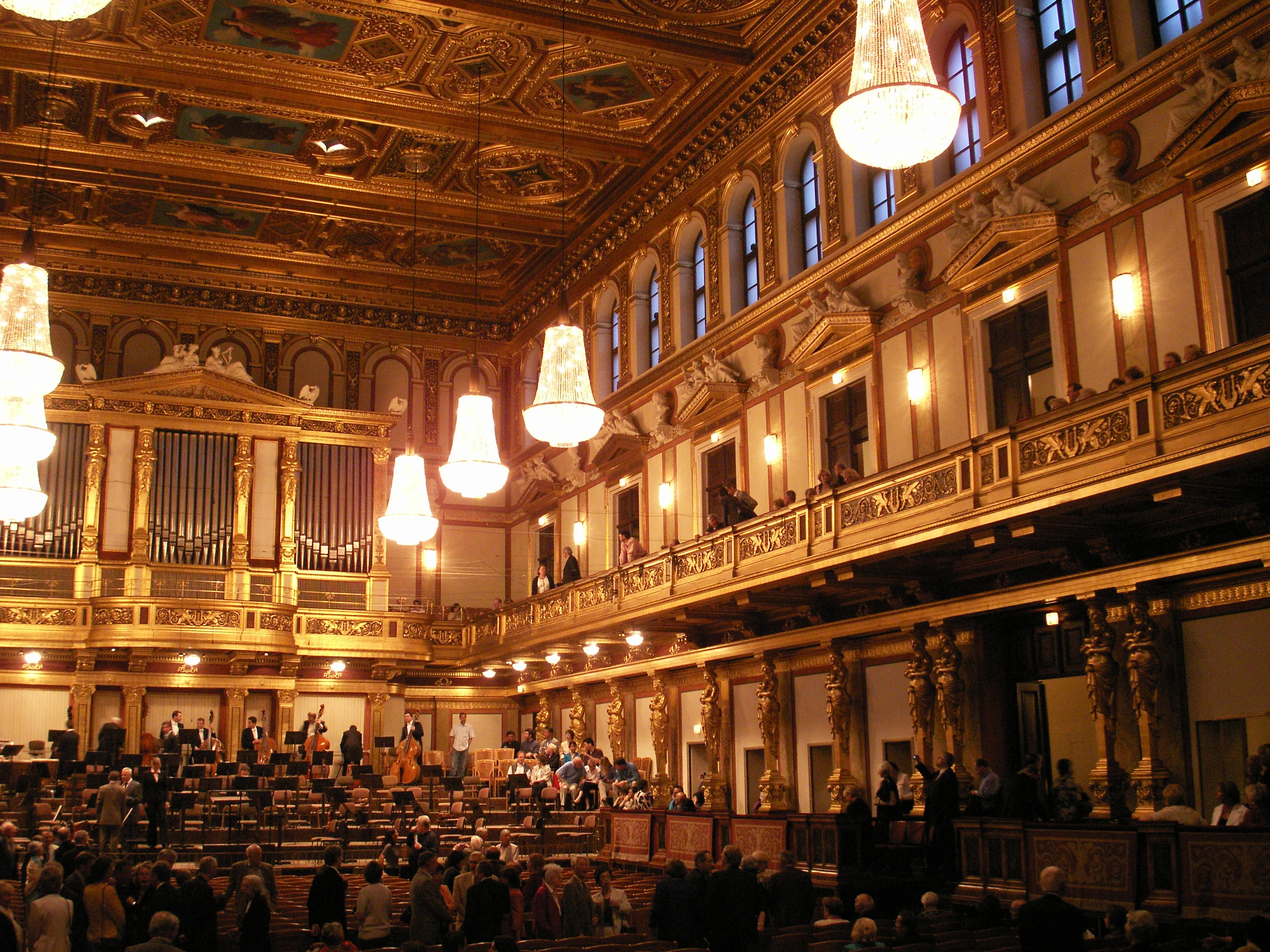
Велика концертна зала Віденського музичного товариства, де і проходить концерт

Новорічний концерт Віденського філармонічного оркестру (нім. Das Neujahrskonzert der Wiener Philharmoniker) — традиційний щорічний концерт класичної музики, що з 1939 року проводиться Віденським філармонічним оркестром 1 січня в столиці Австрії — місті Відні.

## Історія
Ідея проведення концерту з'явилася наприкінці 1930-х років у нацистського керівництва після аншлюсу Австрії. Перший концерт відбувся 31 грудня 1939 року в рамках програми «Зимова допомога», диригував Клеменс Краус. Надалі концерти проводилися вже 1 січня.
Протягом 40 років концертами керували австрійські диригенти, у тому числі понад 20 років (з 1955 по 1979) концертом керував концертмейстер Віденського філармонічного оркестру Віллі Босковскі. З 1987 року для проведення концерту запрошується один із найвідоміших диригентів світу.
Концерт транслюється по телебаченню на весь світ. У 2015 році аудиторія телеглядачів концерту за оціночними даними склала 50 мільйонів людей з 90 країн. В Україні концерт транслюється першим (Українське радіо) та третім (Радіо Культура) радіоканалом Українського радіо, а 1 січня 2020 року його вперше наживо транслювали телеканали Перший та Суспільне Культура.
Квіти для прикрашення Великого концертного залу Віденського музичного товариства (нім. Wiener Musikverein) — щорічний дар італійського міста Санремо.

## Репертуар
Репертуар концерту становить австрійська легка музика кінця XVIII — кінця XIX століть: віденські вальси, польки, мазурки, марші сімейства Штраусів: Йоганна Штрауса-старшого, Йоганна Штрауса-молодшого, Йозефа Штрауса, Едуарда Штрауса, а також Моцарта, Шуберта, Йозефа Ланнера, Йозефа Хельмесбергера, Отто Ніколаї, Еміля фон Резнічека, Франца фон Зуппе та інших.
У концерті зазвичай виконується 12 творів з перервою після шостого номера. За основною частиною слідують три номери на біс: швидка полька, потім вальс Штрауса-сина «На прекрасному блакитному Дунаї», який переривається оплесками музикантів і їх вітаннями з Новим роком публіки, і «Марш Радецького» Штрауса-батька, при виконанні якого публіка за традицією оплесками і тупотінням ніг відбиває такт, а диригент повертається до неї обличчям і диригує цими оплесками. Ця традиція сягає своїм корінням до першого виконання маршу, який справив таке сильне враження на присутніх на ньому австрійських офіцерів та інших офіційних осіб, що ті стали мимоволі притупувати ногами в такт, всупереч своїй культурній стриманості. Загальна тривалість концерту складає близько двох з половиною годин.

## Диригенти

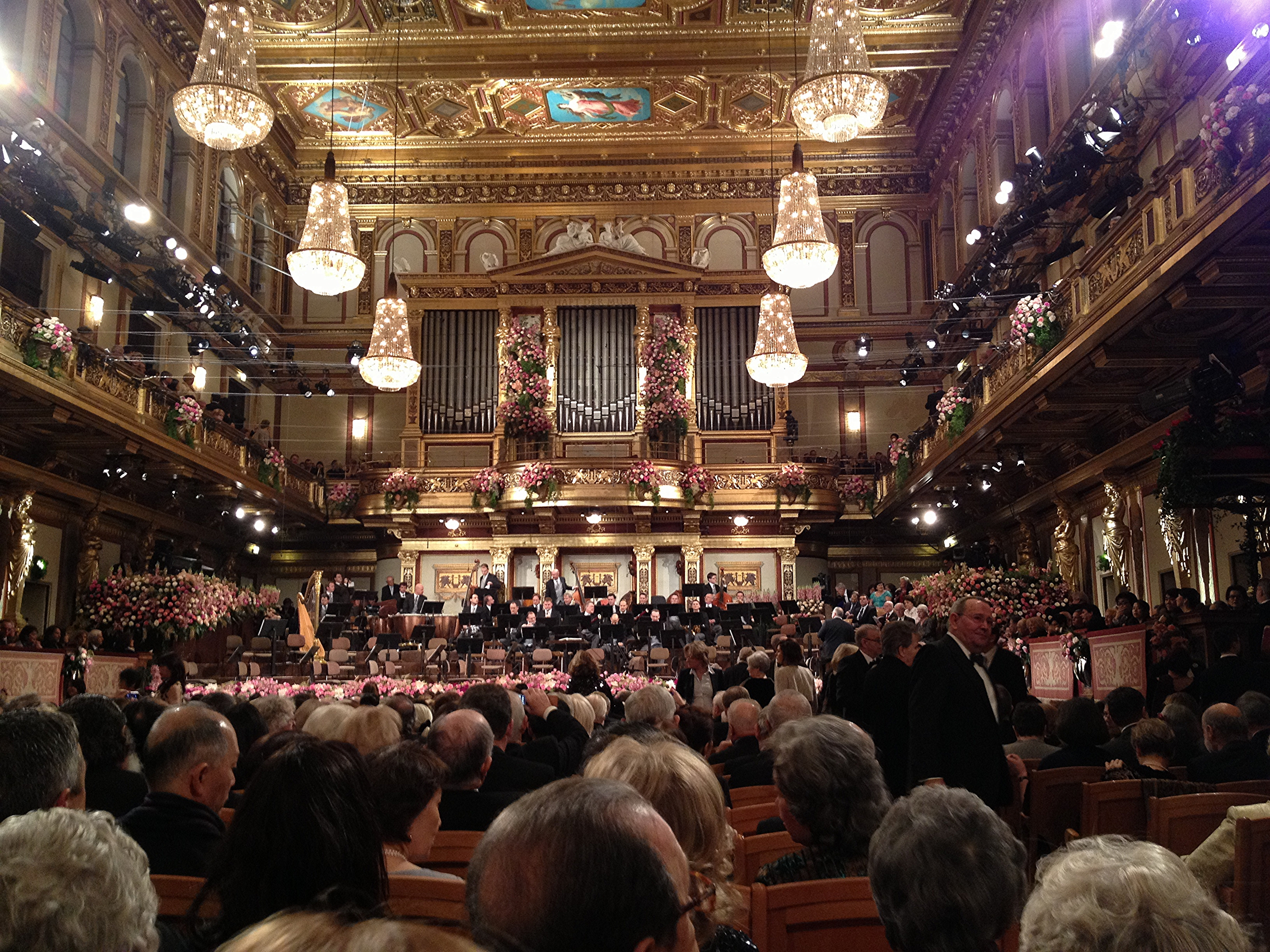
Новорічний концерт 1 січня 2013 року

- Клеменс Краус — 1939, 1941—1945, 1948—1954
- Йозеф Кріпс[en] — 1946—1947
- Віллі Босковскі[en] — 1955—1979
- Лорін Маазель — 1980—1986, 1994, 1996, 1999, 2005
- Герберт фон Караян — 1987
- Клаудіо Аббадо — 1988, 1991
- Карлос Кляйбер — 1989, 1992
- Зубін Мета — 1990, 1995, 1998, 2007, 2015[6]
- Рікардо Муті — 1993, 1997, 2000, 2004, 2018[7], 2021, 2025
- Ніколаус Арнонкур — 2001, 2003
- Сейдзі Одзава — 2002
- Маріс Янсонс — 2006, 2012, 2016[8]
- Жорж Претр — 2008, 2010
- Даніель Баренбойм — 2009, 2014, 2022[9]
- Франц Вельзер-Мест — 2011, 2013, 2023[10]
- Густаво Дудамель — 2017[11]
- Крістіан Тілєманн[en] — 2019[12], 2024
- Андріс Нельсонс — 2020[13]